# Нелл Хадсон
Нелл Хадсон (англ. Nell Rose Hudson; *19 листопада 1990, Вустершир, Велика Британія) — британська театральна та кіноактриса.

## Біографія
Народилася 19 листопада 1990 року у Вустерширі, в родині журналістки та письменниці Кресіди Конноллі і Чарльза Хадсона. У 2012 році закінчила Оксфордську драматичну школу за акторською спеціальністю. Під час навчання грала в п'єсах та знімалася в «Tatler».
Кар'єру телеакторки розпочала з епізодичної ролі в мелодрамі «Голбі сіті». У 2014 році отримала роль у серіалі «Чужоземка», у 2015 році — в серіалі «Викликайте акушерку». Тоді ж зіграла роль Лідії Беннет у театральній постановці роману «Гордість і упередження». Також відома співачка та авторка пісень.

## Кіно та телебачення
- Злочин у раю (2020).
- Викликайте акушерку (2015).
- Техаська різанина бензопилою (2022)[4].